# Cyganskie romansy
Cyganskie romansy (Цыганские романсы) è un film del 1914 diretto da Pёtr Čardynin.